# Antye Greie
Antye Greie (également connue sous les noms d'artiste « AGF » ou « Poemproducer ») est une chanteuse, musicienne, compositrice, productrice et artiste des nouveaux médias allemande.

## Biographie
Antye Greie naît en 1969 à Ebersbach (Görlitz) en Allemagne de l'Est, et passe sa jeunesse à Halle-sur-Saale.
En 1996, elle déménage à Berlin, et lance une carrière dans laquelle elle explore la combinaison paroles et musique électronique. Elle travaille également sur des installations sonores, des images en mouvement (visualisation du son en temps réel). En 2009, dans le cadre du collectif « Les Lappetites », elle met en scène l'opéra multimédia Pères à Berlin, au Haus der Kulturen der Welt.
En 2011, elle lance l'organisation artistique Hai Art sur l'île de Hailuoto. Elle en est depuis la conservatrice et productrice exécutive.
Greie a écrit deux bandes originales de musique de film, et des musiques pour le théâtre et la danse.
Greie joue en solo en tant que « AGF », sous le nom « AGF/DELAY » avec Vladislav Delay (en), avec Zavoloka, sous le nom « The Dolls » avec Vladislav Delay et Craig Armstrong, sous le nom « Laub » avec Jotka, et sous le nom « The Lappetites » avec Eliane Radigue, Kaffe Matthews et Ryoko Kuwajima.

## Vie privée
Elle a eu une fille avec Vladislav Delay en 2006. Elle a vécu à Berlin de 1996 à 2008. En 2008, elle a déménagé à Hailuoto, en Finlande.
En 2012, elle s’est mariée avec Vladislav Delay.

## Discographie
LP
- AGF / Mama Baer & Kommissar Hjuler / Marc Hurtado, Ich werde sein, 01/2018, Psych.KG, LP
- AGF & Various, A Deep Mysterious Tone, 2015, AGF Producktion, CD Book
- A-symmetry, I Am Life, 2014, AGF Producktion, CD
- Greie & Huber, Ausweg, 2014, AGF Producktion, digital album
- AGF & Various, Kuuntele, 2013, AGF Producktion, CD Book
- AGF, Source Voice, 2013, LINE [Segments], CD
- AGF, Beatnadel, 2011, AGF Producktion, CD
- AGF & Various, Gedichterbe, 2011, AGF Producktion, CD Book
- AGF & Craig Armstrong, Orlando, 2011, AGF Producktion, CD

- AGF, Filter, 2010, AGF Producktion, digital
- Greie Gut Fraktion, Baustelle, 2010, Monika Enterprise, CD
- Antye Greie aka AGF, Einzelkaempfer, 2009, AGF Producktion, CD
- AGF/DELAY, Symptoms, 2009, B-Pitch, CD
- AGF, Dance Floor Drachen, 2008, AGF Producktion, digital
- AGF, Words Are Missing, 2008, AGF Producktion, CD
- LAUB, Deinetwegen, 04/2007, AGF Producktion, CD
- Zavoloka & AGF, Nature Never Produces the Same Beat Twice, 04/2006, AGF Producktion & Nexsound, CD
- AGF.3 & Sue.C, Mini Movies, 02/2006, Asphodel, CD
- The Dolls, The Dolls, 2005, Huume Recordings, CD
- AGF/DELAY, Explode, 02/2005, AGF Producktion, CD
- The Lappetites, Before The Libretto, 10/2005, Quecksilber, CD
- AGF, Language Is The Most, 2004, Quecksilber, CD
- AGF, Westernization Completed, 11/2003, Orthlong Musork, CD, 06/2004, AGF Producktion, CD
- LAUB, Filesharing, 02/2002, Kitty-Yo, CD
- AGF, Head Slash Bauch, 01/2002, Orthlong Musork, CD/LP
- LAUB, Intuition Remixes, 09/1999, Kitty-Yo, CD
- LAUB, Unter anderen Bedingungen als Liebe, 05/1999, CD
- Tritop, Rosenwinkel, 1998, Infracom, CD/LP
- LAUB, Kopflastig, 09/1997, Kitty-Yo, CD
- LAUB, Miniversum, 1997, Kitty-Yo, CDS

## Bourses et prix
- Ars Electronica, Award of Distinction in Digital Music, 2004
- Ars Electronica, Jury Musique électronique à Linz, 2005
- Deutscher Musikrat, subvention à la production Gedichterbe, 2010
- Conseil finlandais des Arts, bourse artistique de l'année, 2011
- Ars Electronica, mention Honorifique pour Gedichterbe, catégorie « Musique électronique », 2013
- Case Pyhajoki subvention pour un projet de la Kone Foundatation pour 2013
- Conseil des Arts Finlandais, subvention artistique pour 6 mois en 2014